# Bárbara Seixas
Bárbara Seixas de Freitas (Rio de Janeiro, 8 marzo 1987) è una giocatrice di beach volley brasiliana.

## Palmarès

### Olimpiadi
- Argento a Rio de Janeiro 2016.

### Mondiali
- Oro a L'Aia 2015.
- Bronzo a Stare Jabłonki 2013.

### Mondiali - Giovanili
- Oro a St. Quay 2005 (U19).
- Oro a Myslowice 2006 (U21).
- Oro a Modena 2007 (U21).
- Argento a Pattaya 2003 (U18).
- Argento a Termoli 2004 (U18).